# Alfred Rainer (Politiker)
Alfred Josef Rainer (* 24. Juli 1921 in Au bei Goisern; † 22. Mai 1966 in Graz) war ein österreichischer Jurist und Politiker (ÖVP).
Er war von 1953 bis zu seinem Tod Abgeordneter zum Steiermärkischen Landtag und fungierte ab 1962 als Landesparteisekretär der Steirischen Volkspartei. 

## Leben
Alfred Rainer wurde am 24. Juli 1921 als uneheliches Kind der Wirtschafterin Katharina Rainer (auch Reiner geschrieben; * 13. Februar 1893) in Au bei Goisern geboren und am 31. Juli 1921 auf den Namen Alfred Josef getauft. Er wuchs im Salzkammergut auf und war lokaler HJ-Führer. Er nahm als Soldat am Zweiten Weltkrieg teil und kehrte schwerkriegsbeschädigt heim (Amputation beider Beine an den Oberschenkeln). Rainer konnte anschließend Rechtswissenschaften studieren und war ab 1947 als Jurist auf der Bezirkshauptmannschaft Liezen beschäftigt. Im Jänner 1950 wählte man Rainer zum Bezirksparteiobmann der ÖVP; ab 1953 vertrat er die Partei im Landtag, zwischen 1955 und 1959 auch im Gemeinderat der Stadt Liezen. Nach dem Tod Rainers im Mai 1966 wurde Karl Eichtinger im Dezember 1966 als Rainers Nachrücker in den Landtag geholt.
Rainers zentrales Anliegen war es, die vom NS-Regime geprägte Kriegsgeneration in die demokratische Gesellschaft zu integrieren und sie nach Möglichkeit für die Volkspartei zu gewinnen. Seine Motivation ist einerseits in seinen persönlichen Erfahrungen als Angehöriger dieser Generation, andererseits auch in seiner christlichen Überzeugung sowie der politischen Notwendigkeit besonders im Ennstal, einer ehemaligen NSDAP-Hochburg, zu suchen. 1951 organisierte er den Ennstaler Kreis als Diskussionsforum des bürgerlichen Lagers mit Deutschnationalen und ehemaligen Nationalsozialisten. Von 1953 bis 1955 fanden durch seine Vermittlung die Pürgger Dichterwochen statt, bei denen NS-belastete Schriftsteller wie Bruno Brehm und Mirko Jelusich mit jüngeren Autoren wie beispielsweise Christine Lavant zusammentrafen. Bekannt wurde Mitte der 1950er-Jahre Rainers Ausspruch „Rechts ist kein Feind mehr“.
Als Landesparteisekretär trat Rainer allerdings auch an die junge, kritisch gesinnte Generation der 1960er-Jahre heran und lud sie zur Mitarbeit in der Steirischen Volkspartei ein.
Der 1968 am Hauptplatz von Liezen errichtete Rainerhof (Adresse: Hauptplatz 13) ist nach Alfred Rainer benannt.